# Força Aérea do Paquistão

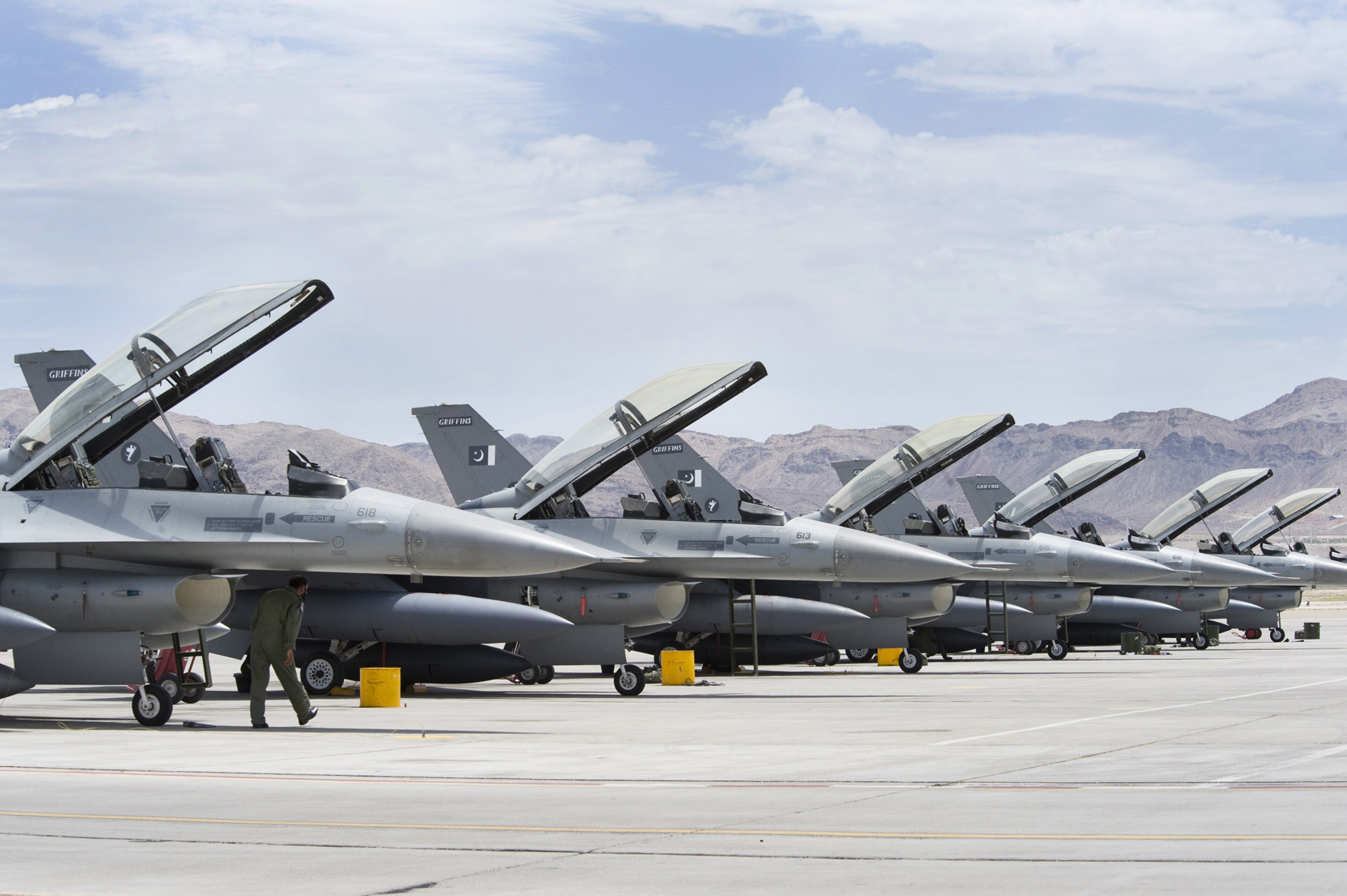
Caças F-16 da força aérea paquistanesa.

A Força Aérea do Paquistão (FAP) (em urdu: پاک فضائیه Pak Fiza'ya) é o ramo aéreo das Forças Armadas do Paquistão, encarregado principalmente da defesa do espaço aéreo da República Islâmica do Paquistão, com uma função secundária de prover apoio logístico aéreo para o Exército e a Marinha. A FAP também possui uma função terciária de prover transporte aéreo estratégico e capacidade logística ao país. A FAP emprega aproximadamente 65.000 militares em período integral (incluindo cerca de 3.000 pilotos) e, atualmente, opera 400 aviões de combate, bem como diversas aeronaves de transporte e treinamento.

## História
Em 1933, o governo colonial britânico da Índia estabeleceu a primeira estação da Força Aérea no subcontinente próximo à Drigh Road, agora denominada Base Aérea Faisal. Em 1934, este elemento da Real Força Aérea da Índia foi transferido para o norte devido às operações na Província da Fronteira Noroeste. Posteriormente, contribuiu para a derrota da invasão japonesa durante a Segunda Guerra Mundial.

## Organização
A Força Aérea tem cerca de 65.000 militares ativos, com cerca de 10.000 reservistas. O Chefe do Estado Maior Aéreo detém as competências operacionais e administrativas. Ele é auxiliado por um Vice Chefe do Estado Maior Aéreo e seis Chefes Adjuntos do Estado Maior Aéreo que controlam e administram as Operações, Engenharia, Administração, Suprimentos (logística), Pessoal, e as divisões de treinamento da FAP, respectivamente. Recentemente, o Quartel General foi movido de Chaklala para Islamabad. As principais bases aéreas estão em Shorkot, Karachi, Quetta, Kamra, Peshawar, Mianwali, Sargodha e Risalpur. Há muitas bases avançadas operacionais em tempos de guerra, pistas de pouso civis e estradas, bem como auto-estradas de emergência.

### Comandos
- Comando Estratégico da Força Aérea (CEFA), Islamabad
- Comando Aéreo do Norte (CAN), Peshawar
- Comando Aéreo Central (CAC), Sargodha
- Comando Aéreo do Sul (CAS), Faisal, Karachi
- Comando de Defesa Aérea (CDA), Chaklala, Rawalpindi

### Bases
Estas são as bases de onde os aviões da Força Aérea Paquistanesa operam em tempos de paz. As bases têm completa infraestrutura de abrigos protegidos, torres de controle, salas de reunião, depósitos de munições etc. Existem dez bases de voo e também sete bases onde não há voos:

### Hierarquia
| Insígnia de uniforme |

## Forças Especiais

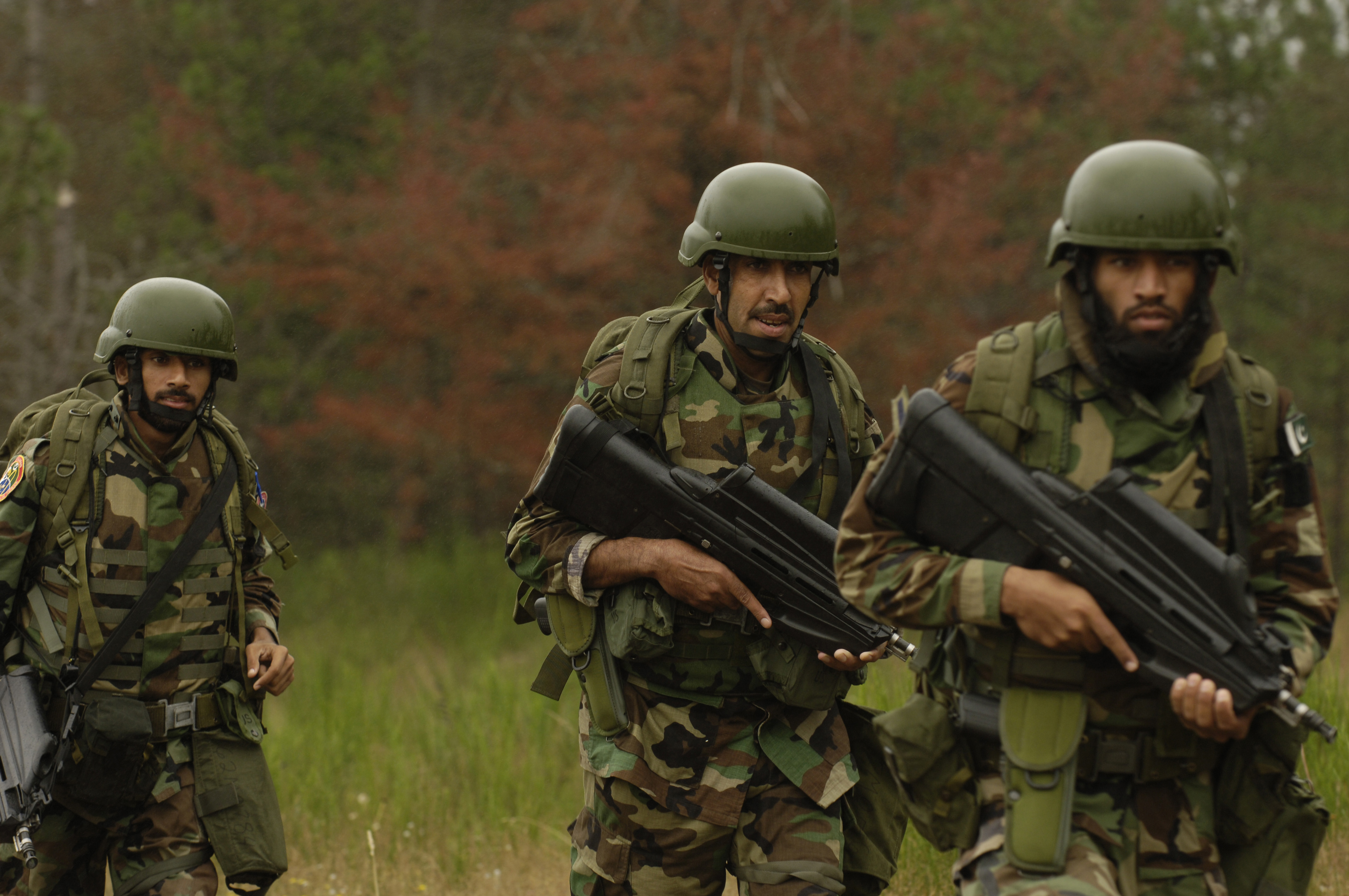
Membros do Special Service Wing em treinamento nos Estados Unidos.

O Special Service Wing (SSW) é uma divisão de comandos independente da Força Aérea do Paquistão. É uma força de elite de operações especiais com base na unidade 1st Special Operations Wing da Força Aérea dos Estados Unidos e nos Rangers do Exército Americano. A divisão foi recentemente criada e tem entre 800 e 1200 militares.